# 너굴
너굴, 일본어식 명칭 다누키치(일본어: たぬきち), 영어식 명칭 톰 누크(영어: Tom Nook)는 닌텐도의 비디오 게임 시리즈 《동물의 숲》의 등장인물로, 의인화된 너구리의 모습이다. 너굴은 시리즈 별로 작품이 시작될 때, 플레이어가 돈을 지불 할 수 있도록 대출을 제공하며 대출을 갚은 후에 업그레이드를 해준다.

## 패러디
너굴은 여러 군데에서 풍자되었으며, 종종 폭도 보스와 같은 나쁜 사람으로 비교된다. IGN은 너굴은 멋진 얼굴을 가지고 있지만 "과대 망상증 환자의 차갑고 죽은 심장"이라고 하면서 상위 100대 비디오 게임 악당에 넣었다.